# Nordisk familjebok
Nordisk familjebok er et klassisk svensk leksikon. Den første udgave kom i 20 oplag i årene 1876-1899. Den anden udgave, i almindelighed kaldt Uggleupplagan (ugleudgaven), eftersom dekorationen på bogryggen af en af indbindningsvarianterne var prydet af en ugle, udkom i 38 oplag 1904-1926. Værket indeholder ca. 182.000 opslagsord og anses for at være Sveriges mest komplette encyklopædi i bogform.
Tekster i et århundredegammelt opslagsværk kan af let forståelige grunde være forældede og utidssvarende, selv om en del gamle tekster stadig kan have en vis relevans. Andre artikler er interessante som kuriosa, f.eks. indledningerne/definitionerne i stykkerne om kys og vej, som på grund af deres udformning kan ses som et forsøg på formelt at definere, hvad af mange anses for selvfølgeligheder.
Tredje udgave (20 + 3 bind), der blev udgivet mellem 1923 og 1937, var en stærkt koncentreret udgave. I 1942 overtog Svensk uppslagsbok AB (senere Förlagshuset Norden AB), samme forlag, som udgav det konkurrerende værk Svensk uppslagsbok, retten til Nordisk familjebok og udsendte imellem 1951 og 1957 den fjerde udgave i 22 bind.
- Nordisk familjeboks første udgave
- Nordisk familjeboks anden udgave